# Le Buisson, Lozère
Le Buisson là một xã ở tỉnh Lozère trong vùng Occitanie, phía nam nước Pháp. Khu vực này có độ cao trung bình 1050 mét trên mực nước biển.